# Carl Traugott Fechhelm

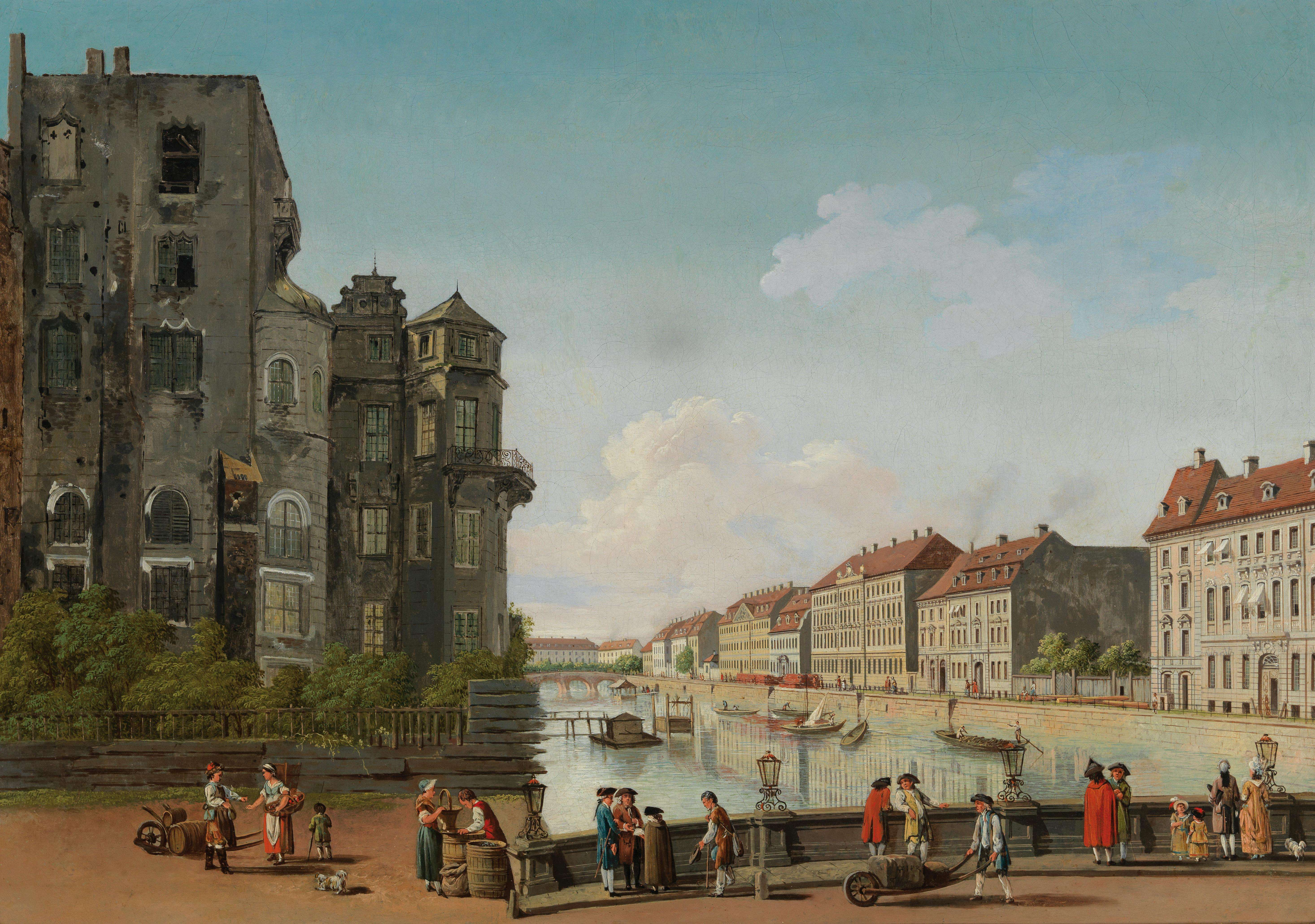
Berliner Schloss an der Spree 1768

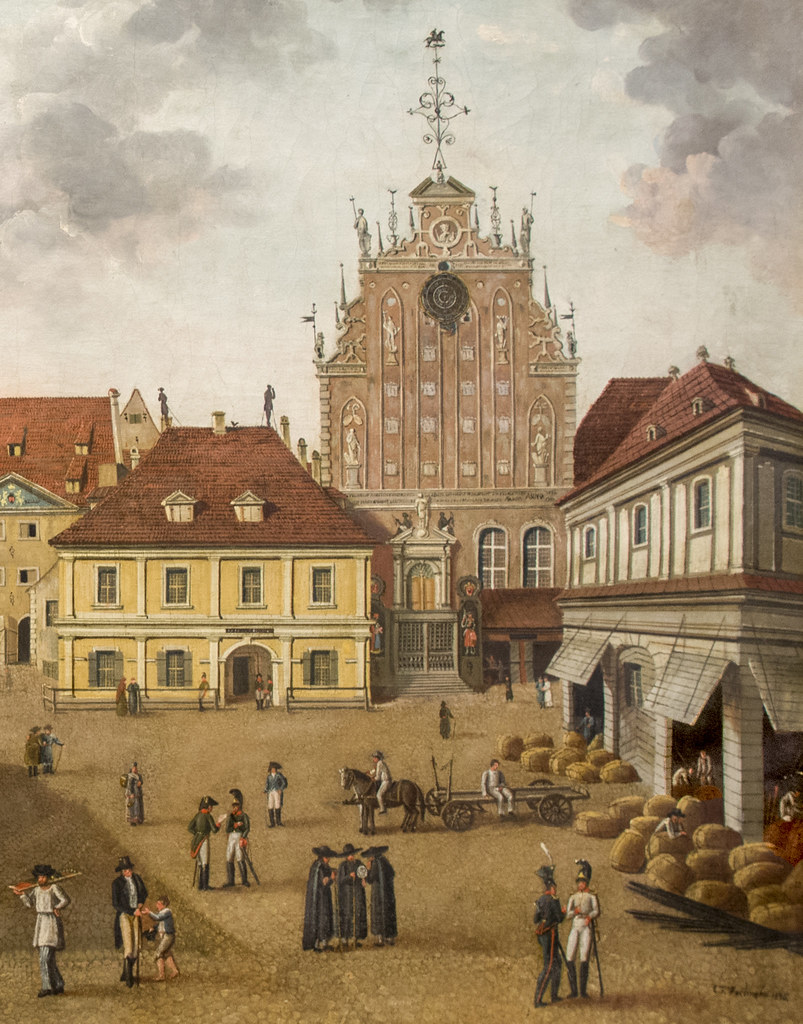
Der Rigaer Marktplatz mit dem Waagenhaus 1816

Carl Traugott Fechhelm (* 1748 in Dresden; † 1819 in Riga) war ein deutscher Landschafts- und Vedutenmaler, Freskant und Bühnenbildner.
Er war der jüngste Bruder von Carl Friedrich Fechhelm (1723–1785), der ihm den ersten Malunterricht erteilte.
Carl Traugott Fechhelm studierte an der Preußischen Akademie der Künste. Nach dem Studium beschäftigte er sich mit der Landschafts- und Vedutenmalerei. Er wurde ordentliches Mitglied der Berliner Akademie, nahm an den Akademie-Ausstellungen 1786, 1789 und 1791 teil.
Gemeinsam mit Asmus Carstens schuf er im Auftrag des Ministers Friedrich Anton von Heynitz ab 1790 die Fresken „Apoll und die Musen“ im Dorvillischen Haus am Pariser Platz.
1797 ließ er sich in Riga nieder. Für das dortige Theater schuf er Bühnenbilder. Ab 1811 schuf er auch Rigaer Stadtansichten.